# Alexandre III da Rússia
Alexandre III (nascido Alexandr Alexandrovich Romanov; São Petersburgo, 10 de março de 1845 – Palácio de Livadia, 1 de novembro de 1894), foi o penúltimo Imperador da Rússia, Rei da Polônia e Grão-Duque da Finlândia de 1881 até sua morte, tendo imperado no país durante um período de 13 anos, sendo o segundo filho do imperador Alexandre II com a esposa, a imperatriz Maria Alexandrovna. Alexandre era inflexivelmente conservador e reverteu várias das reformas liberais realizadas por seu pai.

## Biografia
Alexandre nasceu em São Petersburgo, sendo o segundo filho do czar Alexandre II da Rússia e da sua esposa Maria Alexandrovna.
Em personalidade tinha poucas semelhanças com o seu pai (de coração mole e liberal) e ainda menos com o seu tio-avô Alexandre I, conhecido por ser requintado, filosófico, sentimental e gracioso. Apesar de ser um apreciador entusiástico de ballet, ao czarevitch Alexandre Alexandrovitch faltavam o requinte e elegância necessários a membros da realeza. De fato, Alexandre orgulhava-se do fato de ser feito da mesma textura forte que caracterizava a maioria dos seus súditos. A sua honestidade cega, modos abruptos temperados por vezes de mau-humor, encaixavam-se perfeitamente na sua estatura gigantesca. Alexandre era também conhecido pela sua grande força física. A sua educação não foi dada no sentido de suavizar estas características.
Talvez o testemunho do artista Aleksandr Benois descreva bem a personalidade de Alexandre III:

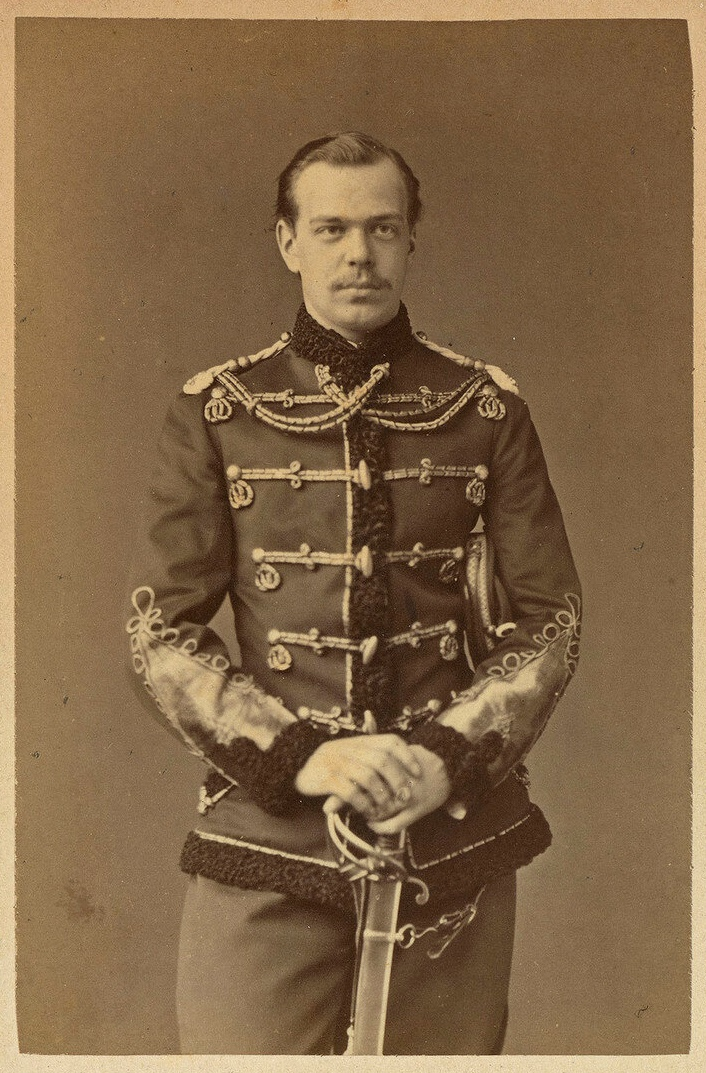
Alexandre III durante a sua juventude, por Sergey Lvovich Levitsky

| “ | Depois de uma actuação do ballet "Czar Kandav" no Teatro de Mariinsky, vi pela primeira vez o imperador. Fiquei impressionado com o seu tamanho e, embora fosse desajeitado e pesado, continuava a ser uma figura poderosa. De facto, havia nele algo de "muzhik" (camponês russo). A expressão dos seus olhos brilhantes também me impressionou. Enquanto ele passava por onde eu estava, levantou a cabeça por um segundo e, até hoje, recordo-me do que senti quando os nossos olhos se cruzaram. Era um olhar frio como o aço, no qual havia algo ameaçador, até assustador e atingiu-me como um golpe. Um olhar do czar! O olhar de um homem que estava acima de todos os outros, mas que carregava um fardo monstruoso e vivia cada minuto com medo pela sua vida e pela vida de todos os que lhe eram queridos. Em anos posteriores encontrei-me com o imperador várias vezes e não me senti nem um pouco tímido. Em certas ocasiões o czar Alexandre III chegava a ser gentil, simples e até… caseiro. | ” |

## Educação

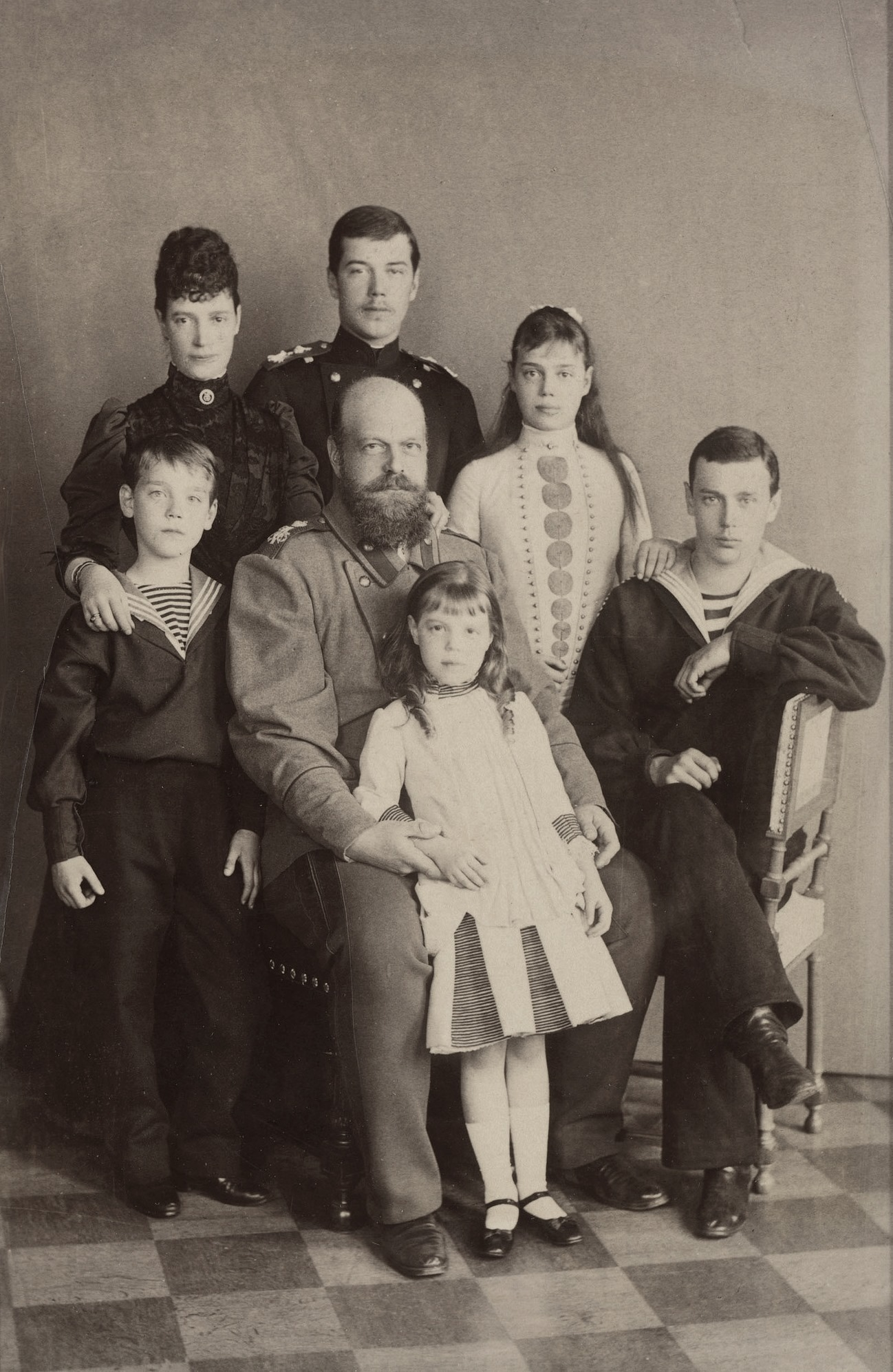
Alexandre III e sua família.

Durante os primeiros vinte anos da sua vida, Alexandre tinha poucas perspectivas para suceder ao trono russo, uma vez que tinha um irmão mais velho (o czarevich Nicolau Alexandrovich) que parecia ter uma saúde e textura fortes. Mesmo quando o seu irmão mostrou os primeiros sinais de que a sua saúde se estava a deteriorar, a possibilidade de que o herdeiro poderia morrer nunca foi levada a sério. Nicolau ficou noivo da gentil princesa Dagmar da Dinamarca em 1864.
Sob estas circunstâncias, os maiores esforços de educação foram dirigidos para Nicolau e Alexandre recebeu apenas a formação básica dada a um grão-duque da época, que não ia além de uma educação secundária com uma formação básica em línguas como o francês, o inglês e o alemão e muita prática militar.

## Herdeiro aparente
Alexandre tornou-se herdeiro aparente ao trono (czarevich) depois da morte súbita do seu irmão mais velho em 1865. Foi a partir dessa altura que começou a estudar os princípios das leis e administração sob a orientação de Constantino Pobedonostsev que era, na época, um professor de direito civil na Universidade de Moscovo e que, mais tarde (em 1880) se tornou Procurador Chefe do Concílio Sagrado.
Pobedonostsev não fez com que o seu aluno se interessasse muito por estudos abstratos ou por dissertações intelectuais extensas, mas influenciou o tipo de reinado de Alexandre III, moldando a mentalidade do jovem para acreditar no zelo da Igreja Ortodoxa Russa, vista como um fator essencial do patriotismo russo.
No seu leito de morte, o irmão mais velho de Alexandre, Nicolau, terá expressado o desejo de que a sua noiva, a princesa Dagmar da Dinamarca, se casasse com o irmão mais novo, o que aconteceu no dia 9 de novembro de 1866. Sendo uma união feliz, monogâmica, e forte até o fim. Pois ao contrário dos seus parentes este nunca teve amantes.
Durante os anos em que o seu pai continuou no trono, Alexandre nunca teve um papel proeminente em público, mas deixou bem claro que tinha as suas próprias ideias e que elas não coincidiam com as práticas do governo de Alexandre II. Mais tarde, pai e filho afastaram-se devido às suas diferenças políticas e também ao ressentimento que o futuro czar sentia pelo pai, devido à longa relação que este mantinha com Catarina Dolgorukov, a sua amante mais antiga, de quem tinha filhos ilegítimos, mesmo enquanto a sua mãe, a imperatriz, sofria de uma saúde frágil. Para horror de Alexandre e de toda a corte, o czar acabaria mesmo por se casar com a sua amante apenas um mês depois da morte da sua primeira esposa.

## Reinado

### Política interna
No dia do assassinato de Alexandre II, tinha acabado de assinar um decreto que definia a criação de uma comissão consultiva com poderes para aconselhar o monarca. No entanto, quando subiu ao trono, Alexandre III, seguindo o conselho de Pobedonostsev, seu amigo pessoal, decidiu cancelar o decreto antes da sua publicação, deixando bem claro que o sistema de governo autocrático não seria limitado.
Todas as reformas internas levadas a cabo por Alexandre III tiveram como objetivo reverter as políticas liberais que foram implementadas durante o reinado do seu pai. O novo imperador acreditava que, ao manter-se fiel à Igreja Ortodoxa, à autocracia e ao nacionalismo (uma ideologia que tinha sido introduzida pelo seu avô, o czar Nicolau I), iria salvar a Rússia da agitação revolucionária. O ideal político de Alexandre era uma nação composta por uma única nacionalidade, língua e religião, assim como uma única forma de administração. Tentou levar a cabo esta ideia instituindo o ensino obrigatório da língua russa por todo o império, incluindo a súditos alemães, polacos e de outras nacionalidades que viviam na Rússia (com a exceção dos finlandeses), padronizando a Igreja Ortodoxa Oriental, destruindo o que restava das instituições alemãs, polacas e suecas em algumas províncias, e enfraquecendo o judaísmo através da política de perseguição aos judeus; esta legitimada através das "Leis de Maio", proposta pelo conde/ministro Nikolay Pavlovich Ignatyev, publicadas em 1882, que ditava a expulsão dos judeus dos povoados shtetl (permitido apenas nas colônias agrícolas judaicas, 1791-1917) e também restringiu as profissões que estes podiam exercer no Império Russo.
Alexandre enfraqueceu os poderes dos zemstva (assembleias regionais eleitas que tinham um sistema semelhante aos conselhos paroquiais britânicos) e colocou a administração das comunidades camponesas sob a supervisão dos proprietários de terras, nomeados pelo governo. Estes "capitães da terra" (zemskiye nachalniki) eram temidos e odiados por todas as comunidades de camponeses do império. Estas acções enfraqueceram a nobreza e o povo e fizeram com que o imperador se tornasse o controlador pessoal da administração do império.
Todas estas políticas de Alexandre III eram encorajadas por Konstantin Pobedonostsev, que foi o controlador da Igreja na Rússia ao longo do seu longo mandato como Procurador do Santo Sínodo (entre 1880 e 1905) e que se tornou tutor do filho e herdeiro de Alexandre, Nicolau. Tolstoi inspirou-se em Pobedonostsev para criar a sua personagem "Toporov" no romance Ressurreição. Outros conselheiros conservadores incluíam o conde Dmitry Tolstoy, ministro da educação e, mais tarde, da administração interna) e Ivan Durnovo, que sucedeu a Tolstoy como ministro da administração interna. Mikhail Katkov e outros jornalistas também apoiavam a política autocrática do imperador.
Encorajados pelo fato de terem conseguido assassinar o czar Alexandre II, o movimento Naródnaia vólia começou a planejar o assassinato de Alexandre III. A Okhrana descobriu o golpe e cinco dos conspiradores, incluindo Alexandre Ulyanov, irmão mais velho de Vladimir Lenine, foram presos e enforcados a 20 de maio de 1887. A 29 de Dezembro de 1888, o comboio imperial onde seguia Alexandre com a sua família, descarrilou-se num acidente em Borki. No momento em que ocorreu o acidente, a família imperial encontrava-se no vagão restaurante. O telhado ruiu e Alexandre terá segurado os seus destroços para que os seus filhos pudessem fugir para o exterior. Mais tarde, muitos membros da família referiram que foi este episódio que despontou a doença nos rins que viria a matar Alexandre.
A fome de 1891-1892 e a epidemia de cólera que se seguiu contribuíram para o aumento da atividade liberal, uma vez que o governo russo não conseguiu lidar com a crise e teve de dar permissão aos zemstvos para ajudarem os súbditos afetados. Entre outras personalidades da época, Tolstoi ajudou a organizar cantinas de sopa e Anton Chekhov dirigiu programas de prevenção de cólera em várias aldeias.

### Relações externas

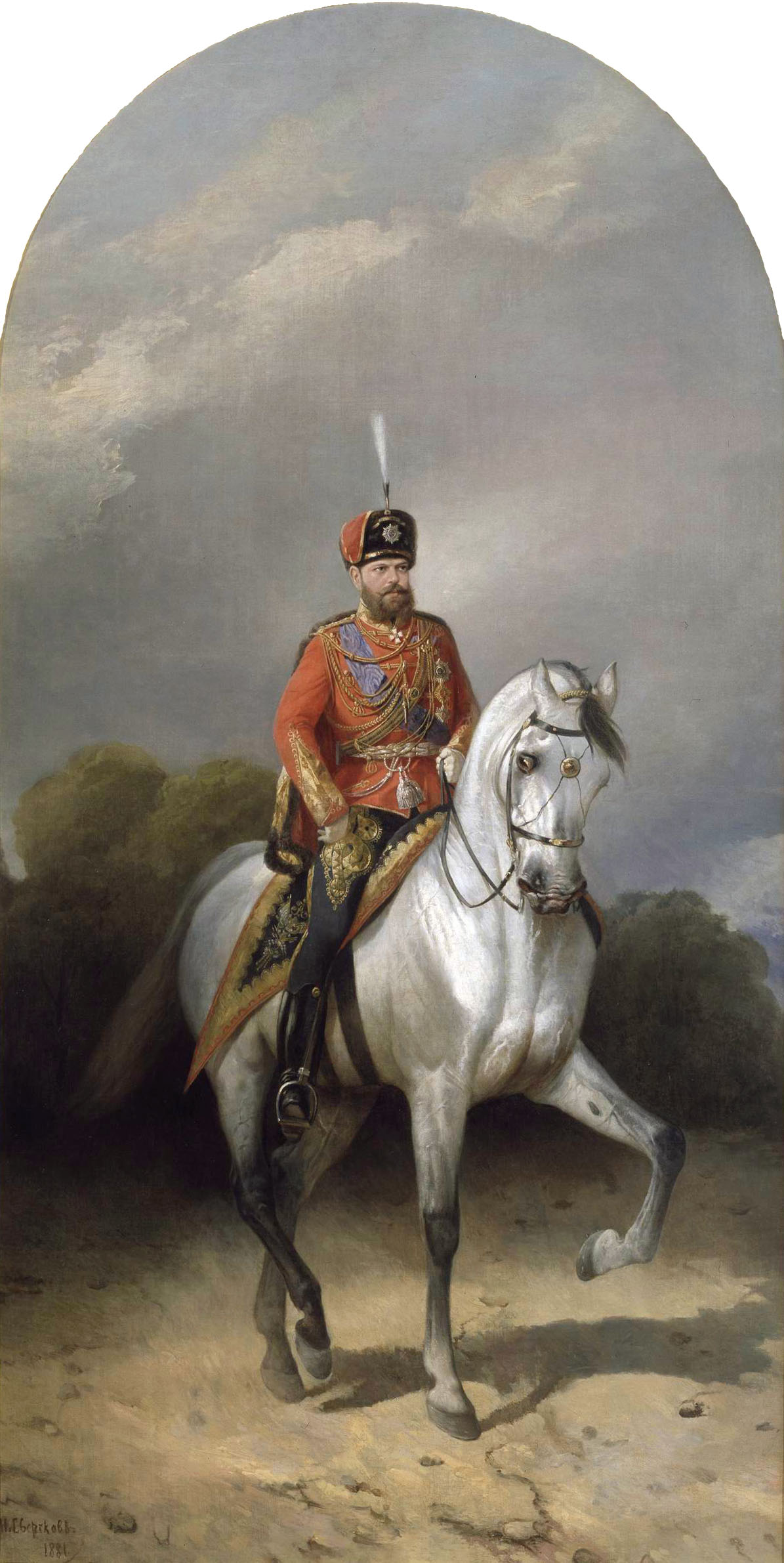
Alexandre III no seu uniforme,
Por Nikolai Sverchkov
Museu Russo

Alexandre desprezava aquilo que via como influência externa desnecessária em geral e influência alemã em particular, por isso adotou princípios tipicamente nacionalistas e tinha como ideal uma Rússia homogénea em língua, administração e religião. Com tais ideais e inspirações, nunca conseguia concordar com o pai que, apesar de ser também patriota, tinha grandes simpatias com os alemães, utilizando frequentemente a língua alemã em conversas privadas, sendo várias vezes ridicularizado pelos seus exageros e excentricidades e por basear a sua política externa na melhoria das relações com o Reino da Prússia.
Este antagonismo tornou-se público durante a Guerra Franco-Prussiana quando o czar Alexandre II da Rússia apoiou o governo prussiano enquanto o czarevich não escondeu as suas simpatias pelo governo francês. O antagonismo voltou a reaparecer numa moda intermitente durante os anos de 1875-1879 quando a "Questão do Oriente" causou grande entusiasmo entre a sociedade russa. No início, o czarevitch era mais eslavófilo do que o governo, mas a sua natureza pragmática protegeu-o de muitos exageros cometidos por outros e nenhuma das ilusões populares que o possam ter afetado ultrapassaram a sua própria observação da situação na Bulgária onde ele comandou uma parte do exército invasor.
Nunca sendo consultado em questões políticas, Alexandre dedicou-se aos seus deveres militares e cumpriu-os de forma consciente e não agressiva. Após muitos erros e desapontamentos, o exército chegou a Constantinopla e foi assinado o Tratado de São Estêvão, mas muito daquilo que se ganhou com o documento foi perdido no Congresso de Berlim. Otto von Bismarck falhou e não conseguiu cumprir aquilo que era esperado dele em segredo pelo czar.
Em troca do apoio russo, que o tinham ajudado a criar o Império Alemão, pensava-se que ele ajudaria o Império Russo a resolver a Questão do Oriente de acordo com os seus próprios interesses, mas para surpresa e indignação do governo de São Petersburgo, ele preferiu atuar como "separador honesto" no congresso e, pouco depois formou uma aliança com a Áustria com o único objetivo de contrariar os propósitos russos na Europa de Leste.
O czarevitch confirmou assim a posição que tinha mantido durante a Guerra Franco-Prussiana e chegou rapidamente à conclusão de que o melhor para a Rússia era recuperar rapidamente da sua exaustão temporária e preparar-se para uma reorganização radical na marinha e exército. Para apoiar as suas crenças, sugeriu que certas reformas deveriam ser introduzidas.

## Vida familiar

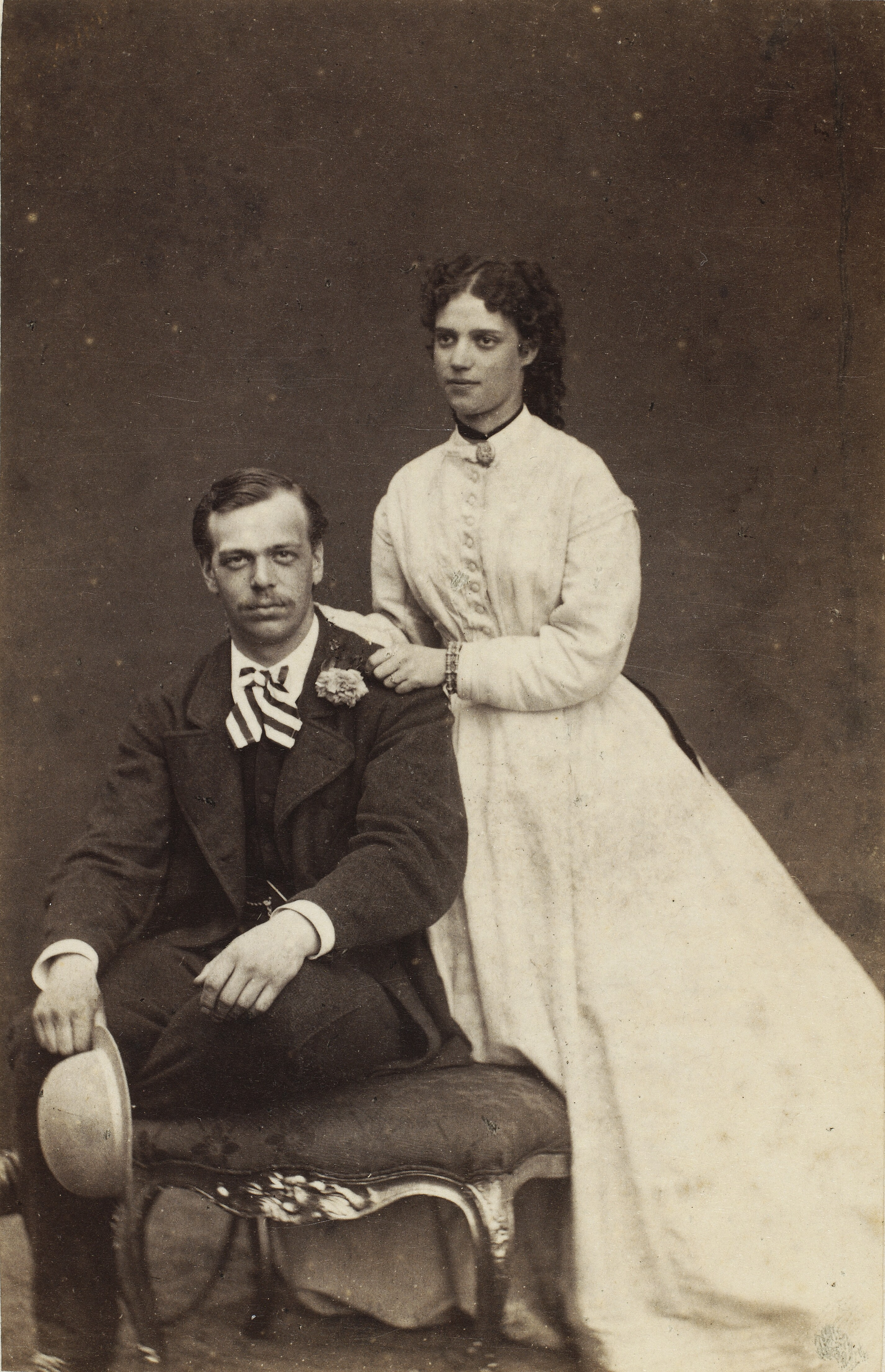
Alexandre III com a sua esposa Maria Feodorovna em 1868

Após o assassinato do seu pai, Alexandre III foi aconselhado a deixar o Palácio de Inverno, em São Petersburgo, uma vez que seria difícil manter a família em segurança nesse edifício. Assim, Alexandre mudou-se para o Palácio de Gatchina, localizado 30 km a sul de São Petersburgo, que se tornou a sua residência principal. A partir desse momento, as visitas de Alexandre a São Petersburgo começaram a ser raras e sempre acompanhadas de grandes medidas de segurança e, passou a preferir alojar-se no Palácio de Anichkov e não no Palácio de Inverno.
Na década de 1860, Alexandre apaixonou-se profundamente por uma das damas-de-companhia da sua mãe, a princesa Maria Elimovna Meshcherskaya. Ao saber que o príncipe de Wittgenstein tinha pedido a sua amada em casamento na primavera de 1866, Alexandre disse aos seus pais que estava preparado para prescindir dos seus direitos de sucessão para se casar com a sua amada "Dusenka". A 19 de maio de 1866, o czar Alexandre II informou-o de que a Rússia tinha chegado a acordo com os pais da princesa Dagmar da Dinamarca para que os dois se casassem. Dagmar era sua prima em décimo grau e noiva do seu irmão mais velho, Nicolau, que tinha morrido no ano anterior.
Inicialmente, Alexandre recusou-se a viajar para Copenhaga, afirmando que não amava Dagmar e que o seu desejo era casar-se com Maria. Em resposta, o seu pai enfurecido ordenou a Alexandre que partisse imediatamente para a Dinamarca e que pedisse a princesa Dagmar em casamento. Alexandre apercebeu-se de que não era livre de tomar as suas próprias decisões e que o dever vinha sempre em primeiro lugar; a única coisa que lhe restou fazer foi escrever no seu diário: "adeus, querida Dusenka". Maria foi obrigada a deixar a Rússia na companhia da sua tia, a princesa Chernyshova. Quase um ano depois de chegar a Paris, Pavel Pavlovich Demidov, 2º Príncipe di San Donato, apaixonou-se por ela e os dois casaram-se em 1867. Maria acabaria por morrer ao dar ao luz o seu filho, Elim Pavlovich Demidov, 3º Príncipe di San Donato. Não se sabe qual terá sido a reação de Alexandre quando soube do seu casamento e morte prematura.
Alexandre acabaria por se apaixonar por Dagmar, que ao casar adotou o nome de Maria Feodorovna, e os dois tiveram seis filhos juntos, cinco dos quais chegaram à idade adulta: Nicolau (n. 1868), Jorge (n. 1871), Xenia (n. 1875), Miguel (n. 1878) e Olga (n. 1882). Segundo relatos da época, Alexandre tinha uma relação mais próxima com os seus dois filhos mais novos.

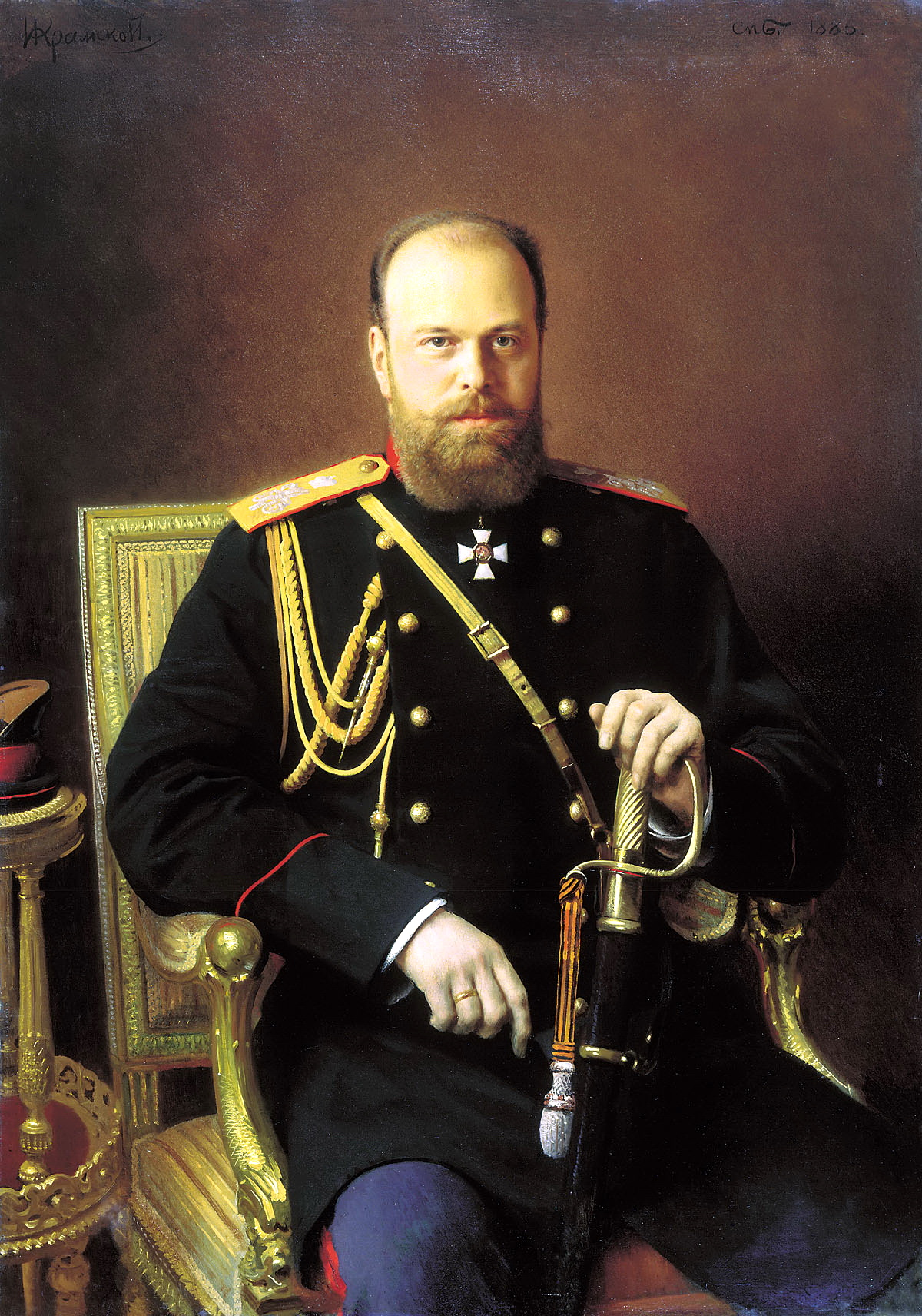
Retrato do czar Alexandre III
Ivan Kramskoi, 1886

Todos os verões, os seus sogros, o rei Cristiano IX e a rainha Luísa da Dinamarca, organizavam uma reunião familiar nos palácios dinamarqueses de Fredensborg e Bernstorff, nas quais Alexandre, Maria e os filhos se juntavam ao resto da família na Dinamarca. A sua cunhada, a princesa de Gales, também se juntava a eles, vinda da Grã-Bretanha, assim como o rei Jorge I da Grécia e a rainha Olga, que era prima direita de Alexandre e uma Romanov por nascimento. Ao contrário das medidas de segurança às quais se encontravam sujeitos na Rússia, Alexandre e Maria podiam passear em relativa liberdade quando se encontravam na Dinamarca. Em certa ocasião, quando uma destas reuniões familiares estava prestes a terminar, o czar terá dito ao príncipe e à princesa de Gales que os invejava, uma vez que eles podiam regressar para um lar feliz na Inglaterra, enquanto ele tinha de voltar para a sua prisão na Rússia. Na Dinamarca, podia divertir-se com os seus filhos em poças cheias de lama, à procura de sapos, escapar-se para o pomar do seu sogro para roubar maçãs, e pregar partidas aos seus familiares. Uma das suas partidas mais conhecidas foi ligar uma mangueira e apontá-la ao rei Óscar II da Suécia.
Enquanto czarevich - e depois já como czar - Alexandre tinha uma relação muito hostil com o seu irmão mais novo, o grão-duque Vladimir Alexandrovich. A tensão entre os dois irmãos refletiu-se posteriormente numa rivalidade entre as suas esposas, a czarina Maria Feodorovna e a grã-duquesa Maria Pavlovna. Alexandre dava-se melhor com os seus outros irmãos: Alexei (a quem nomeou almirante e depois grande almirante da Marinha Russa), Sérgio (a quem nomeou governador de Moscovo) e Paulo.
Apesar de não ter qualquer empatia pela sua madrasta, a princesa Catarina Dolgorukov, Alexandre deu-lhe permissão para continuar a viver no Palácio de Inverno durante algum tempo após o assassinato do pai e deixou-a ficar com alguns pertences dele, incluindo o uniforme coberto de sangue que estava a usar quando morreu e os seus óculos de leitura.

## Doença e morte
Em 1894, Alexandre adoeceu com uma doença de rins terminal (Nefrite). No outono desse ano, a cunhada de Maria Feodorovna, a rainha Olga da Grécia, ofereceu a sua villa Mon Repos, na ilha de Corfu, na esperança que o clima ameno ajudasse a melhorar a saúde do czar. No entanto, quando chegaram à Crimeia, ficaram alojados no Palácio de Maly, em Livadia, uma vez que Alexandre estava demasiado fraco para continuar a viagem. Reconhecendo que não restava muito tempo de vida ao czar, vários parentes imperais viajaram até Livadia. Até um conhecido clérigo da época, João de Kronstadt, visitou o czar e deu-lhe a comunhão. A 21 de outubro, Alexandre recebeu a noiva de Nicolau, a princesa Alexandra Feodorovna, que tinha viajado de Darmstadt para receber a bênção do czar, Apesar de estar muito fraco, Alexandre insistiu em receber Alexandra vestido de uniforme, uma actividade que o deixou exausto. Pouco depois, a sua saúde começou a deteriorar rapidamente. O czar Alexandre III acabaria por morrer nos braços da sua esposa, no Palácio de Maly, na Livadia, na tarde de 11 de novembro de 1894, aos quarenta e nove anos de idade. Foi sucedido pelo seu filho mais velho, o czarevich Nicolau, que se tornou no czar Nicolau II da Rússia.
Os seus restos mortais foram levados de Livadia a 18 de novembro e, depois de uma viagem por Moscovo, foram sepultados na Catedral de São Pedro e São Paulo, em São Petersburgo, a 20 de novembro.

## Descendência

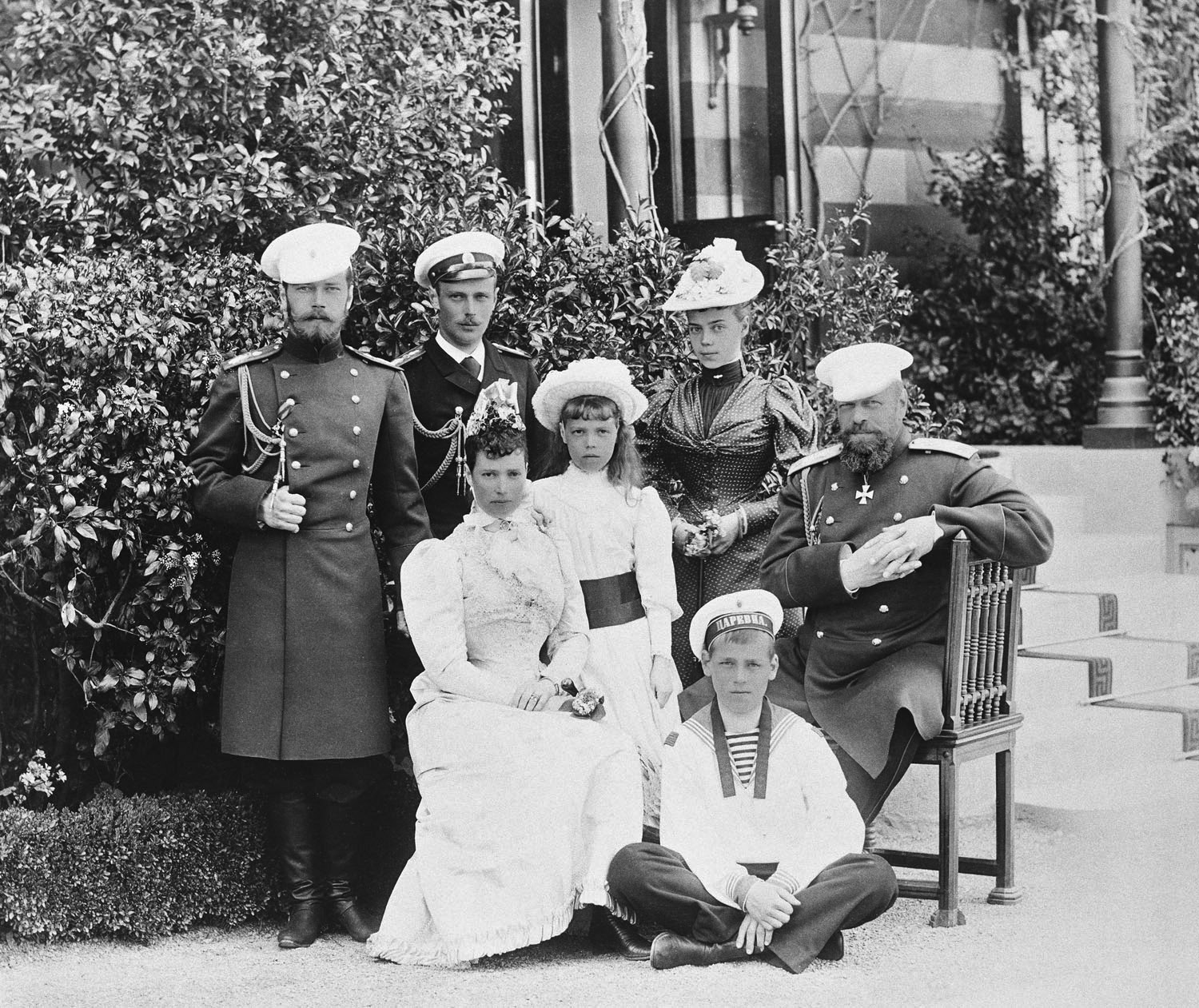
A família de Alexandre III no Palácio de Livadia em 1893. Da esquerda para direita: Nicolau, Jorge, Maria, Olga, Xenia, Miguel e Alexandre III.

| Nome       | Foto | Nascimento                                        | Falecimento                                  | Notas |
| ---------- | ---- | ------------------------------------------------- | -------------------------------------------- | --- |
| Nicolau II |      | 18 de maio de 1868 c.g. 6 de maio de 1868         | 17 de julho de 1918                          | Imperador da Rússia (1894-1917); casado com a princesa Alice de Hesse e Reno, com descendência. Canonizado pela Igreja Ortodoxa Russa.                                                                 |
| Alexandre  |      | 7 de junho de 1869 c.g. 26 de maio de 1869        | 2 de maio de 1870 c.g. 20 de abril de 1870   | Morreu aos 10 meses de idade de meningite. |
| Jorge      |      | 9 de maio de 1871 c.g. 27 de abril de 1871        | 10 de julho de 1899 c.g. 28 de junho de 1899 | Não se casou, morreu aos 28 anos de tuberculose. |
| Xenia      |      | 6 de abril de 1875 c.g. 25 de março de 1875       | 20 de abril de 1960                          | Casada com o grão-duque Alexandre Mikhailovich da Rússia; com descendência. |
| Miguel     |      | 4 de dezembro de 1878 c.g. 22 de novembro de 1878 | 12 de junho de 1918                          | Casado morganaticamente com a condessa Natália Sergeievna Sheremetievskaia, com descendência. |
| Olga       |      | 13 de junho de 1882 c.g. 1 de junho de 1882       | 24 de novembro de 1960                       | Casada em primeiras núpcias com o duque Pedro de Oldemburgo, sem descendência (divorciada); casada pela segunda vez morganaticamente com o oficial Nikolai Alexandrovich Kulikovsky, com descendência. |